# Sinopoda okinawana
Sinopoda okinawana is een spinnensoort in de taxonomische indeling van de jachtkrabspinnen (Sparassidae).
Het dier behoort tot het geslacht Sinopoda. De wetenschappelijke naam van de soort werd voor het eerst geldig gepubliceerd in 2000 door Peter Jäger & Ono.